# جوناس جارديل

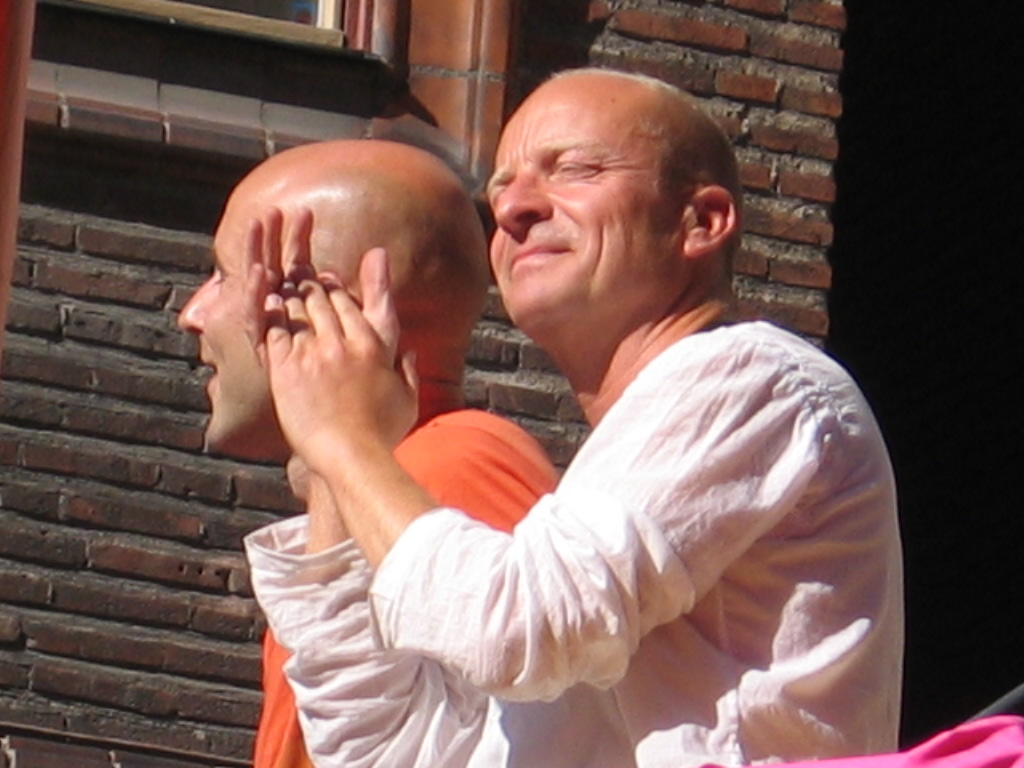
جوناس جارديل و زوجهُ مارك ليفينجود سوية مسيرة الفخر في ستوكهولم 2006.

لارس جوناس هولجر جارديل (بالسويدية: Jonas Gardell) مواليد 2 تشرين الثاني 1963 في قضاءإينبيبيرغ (بالإنجليزية: Enebyberg) بلدية داندريد (بالإنجليزية: Enebyberg) شمال مدينة ستوكهولم، كاتب سويدي وكاتب سيناريو وكوميدي ومغني وممثل. ربح العديد من الجوائز من بينها جائزة مهرجان ستوكهولوم للافلام للسيناريو الذي قام بكتابته لفيلم «فندق اوسكار».

## لقب الدكتوراه
عام 2007 حصل على لقب الدكتوراه التقديرية في العلوم الدينية في جامعة لوند المشهورة جنوب السويد 

## روابط خارجية
- جوناس جارديل على موقع IMDb (الإنجليزية)
- جوناس جارديل على موقع روتن توميتوز (الإنجليزية)
- جوناس جارديل على موقع ألو سيني (الفرنسية)
- جوناس جارديل على موقع ميوزك برينز (الإنجليزية)
- جوناس جارديل على موقع أول موفي (الإنجليزية)
- جوناس جارديل على موقع قاعدة بيانات الأفلام السويدية (السويدية)
- جوناس جارديل على موقع أول ميوزيك (الإنجليزية)
- جوناس جارديل على موقع ديسكوغز (الإنجليزية)
- جوناس جارديل على موقع قاعدة بيانات الفيلم (الإنجليزية)